# Willem van de Velde el Jove
Willem van de Velde el Jove (Leiden, 18 de desembre de 1633 - Londres, 6 d'abril de 1707) va ser un pintor i dibuixant neerlandès. Especialitzat en la pintura de marines.

## Biografia
Fill de Willem van de Velde el Vell també pintor de marines, va aprendre amb el seu pare i posteriorment amb Simon de Vlieger, artista famós de l'època.
L'any 1673 en què es muda a Anglaterra, ja havia guanyat fama en el seu país natal. A Londres el rei Carles II l'ho empra amb un salari de 100 lliures per dibuixar batalles navals. Part del seu treball va consistir a donar color als dibuixos realitzats pel seu pare Willem el vell, també emprat a la cort. Va tindre encàrrecs del duc de York, després coronat Jaume II, i de diversos membres de la noblesa.

## Obres
Els més bells quadres de van de Velde representen vistes de mar endins dels Països Baixos, mostrant vaixells neerlandesos. Les seves millors pintures són delicades, inspirades, detallistes i molt veraces a la descripció dels vaixells i els seus components. Les nombroses figures s'introdueixen amb molta eloqüència, i l'artista representa amb èxit al mar, tant encalmat com tempestuós.
Moltes de les seves obres es troben actualment als principals museus del món: 
- Port d'Ámsterdam, 1686, tela, 180×316 cm. (Rijksmuseum, Amsterdam)
- Tret de canó, tela, 79×67 cm. (Rijksmuseum, Amsterdam)
- Tres vaixells en la tempesta, 1673, tela, 75×95 cm. (National Gallery, Londres)
- Vaixell holandès en la brisa, Taula, 42×59 cm. (National Gallery, Londres)
- Rei Carles II d'Anglaterra, 1660, Tela, 67×77 cm. (Mauritshuis, La Haia)
- Vaixell encallat, 1661, Tela, 63×72 cm (National Gallery, Londres)
- Mar en calma, 1653, Taula, 43×63 cm. (Gemäldegalerie, Kassel)

## Galeria

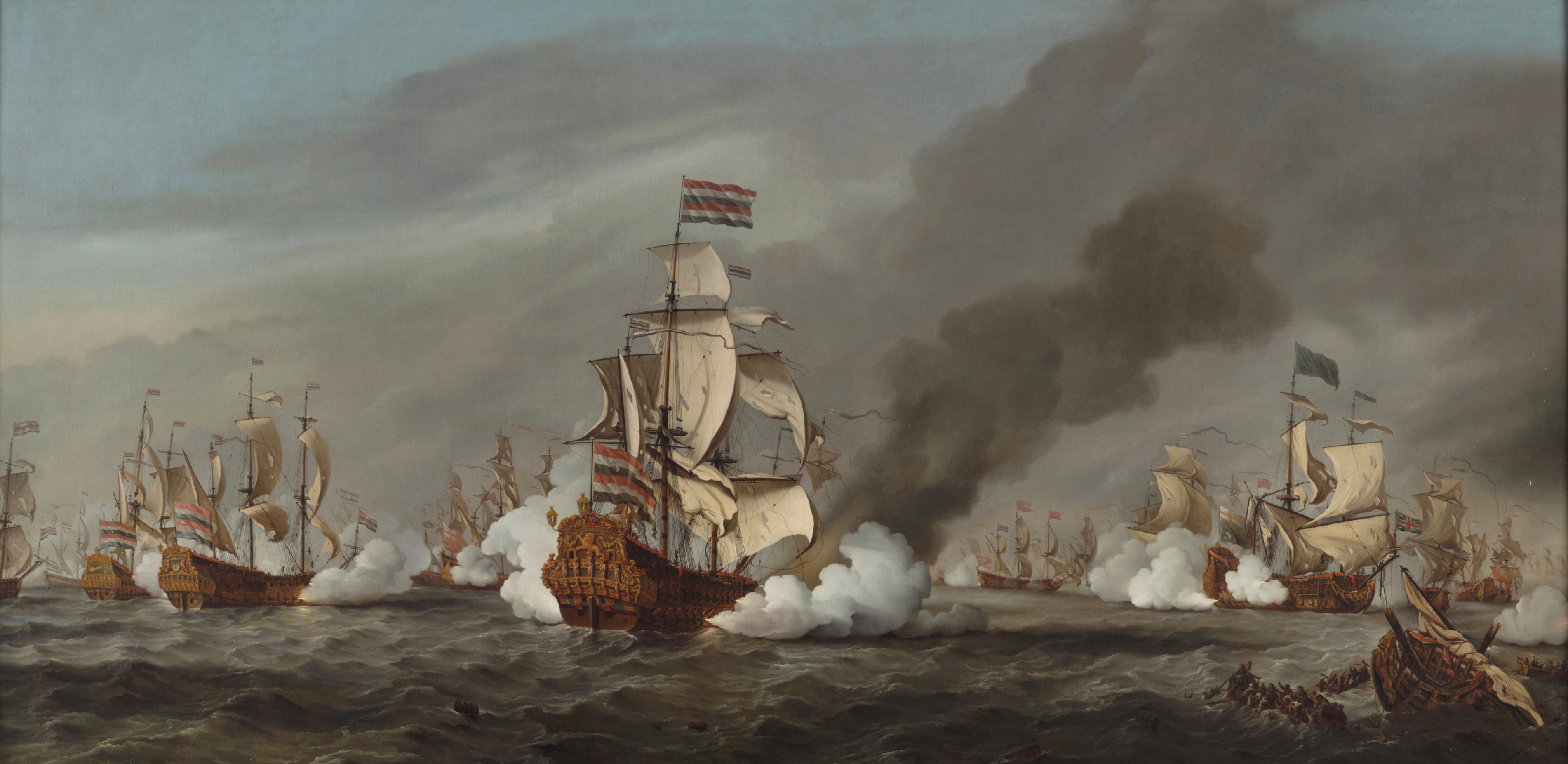
La batalla de Texel (1687).
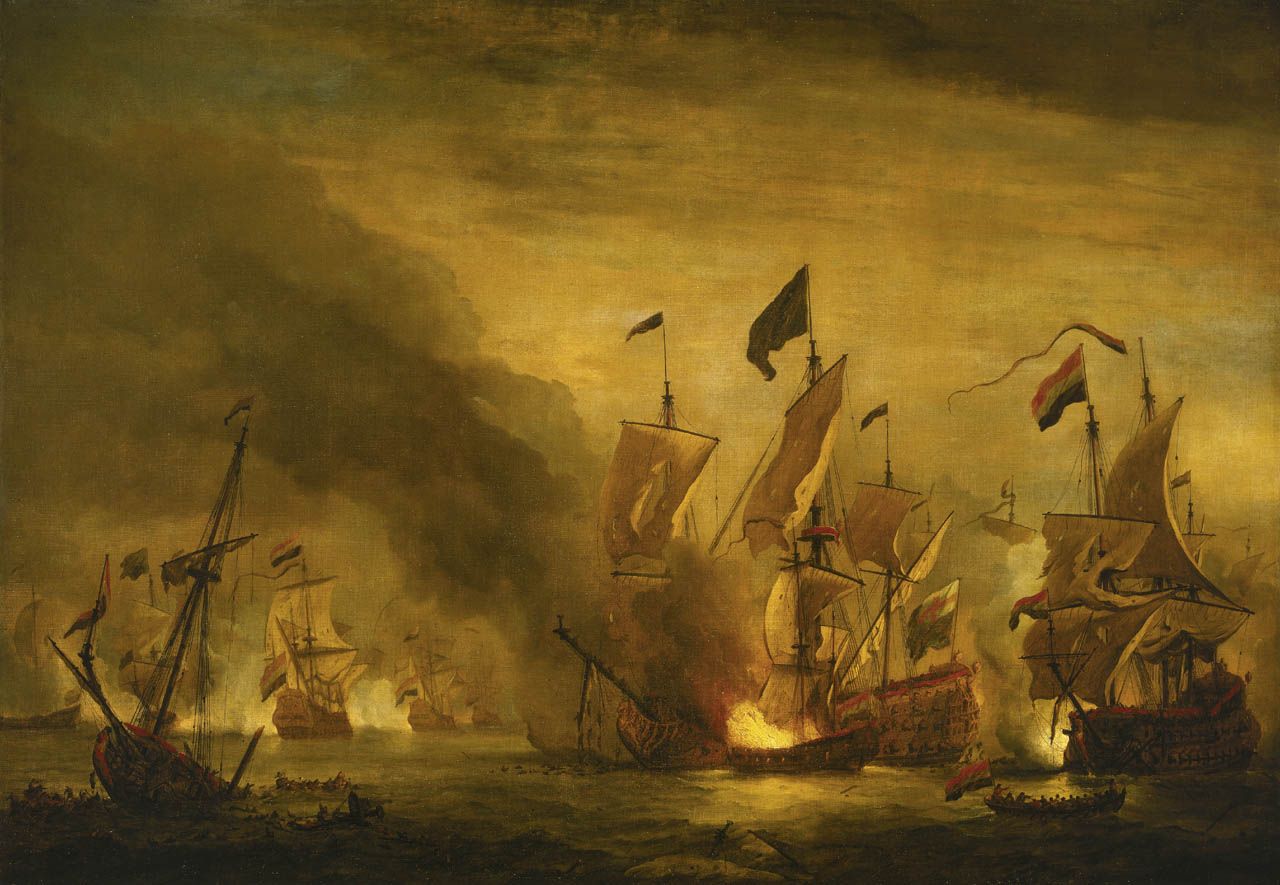
Batalla de Solebay
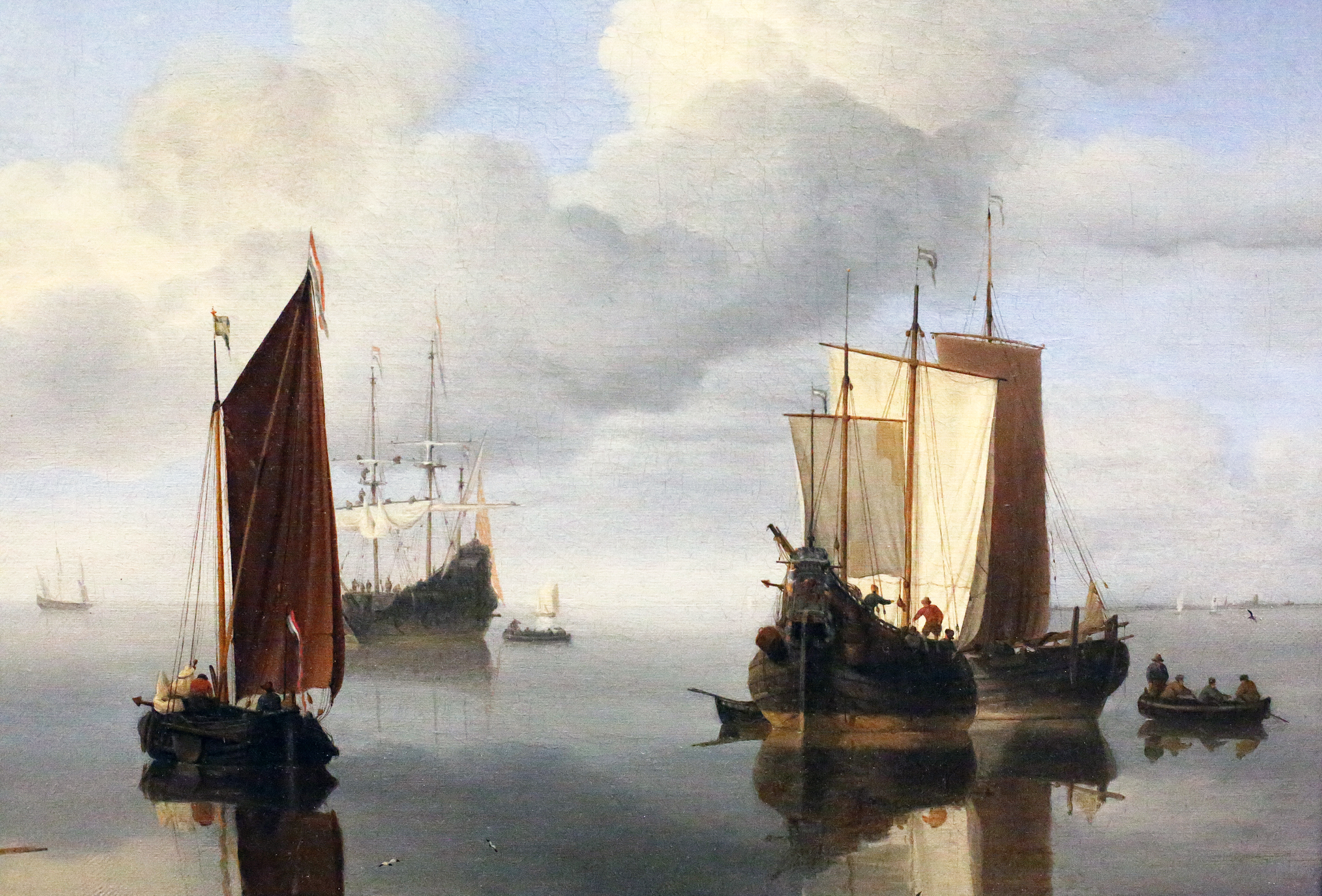
Vaixells de pesca amb el mar en calma (c. 1655-60).
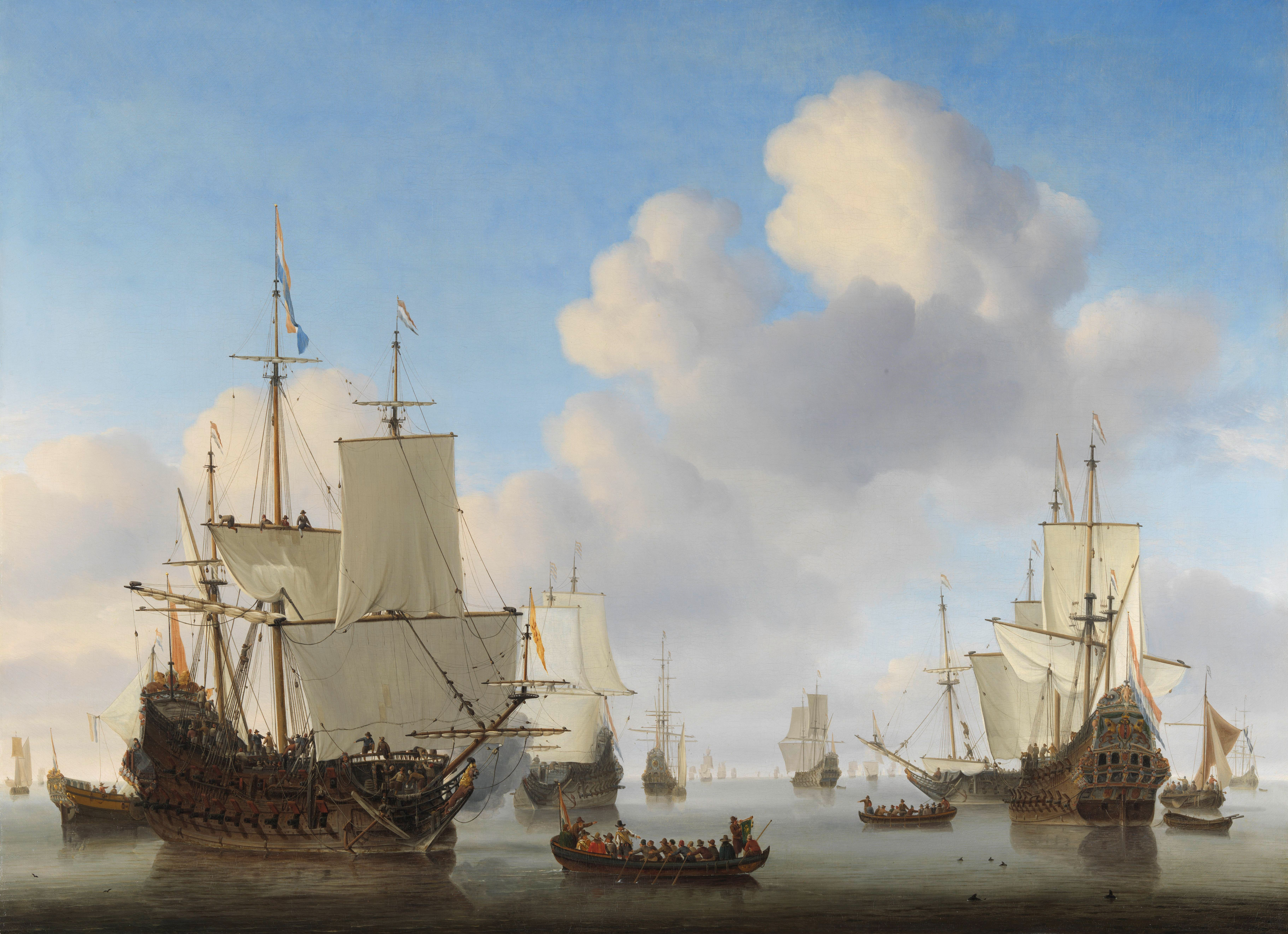
Vaixells de guerra neerlandeses i altres mercants en calma (c. 1665).
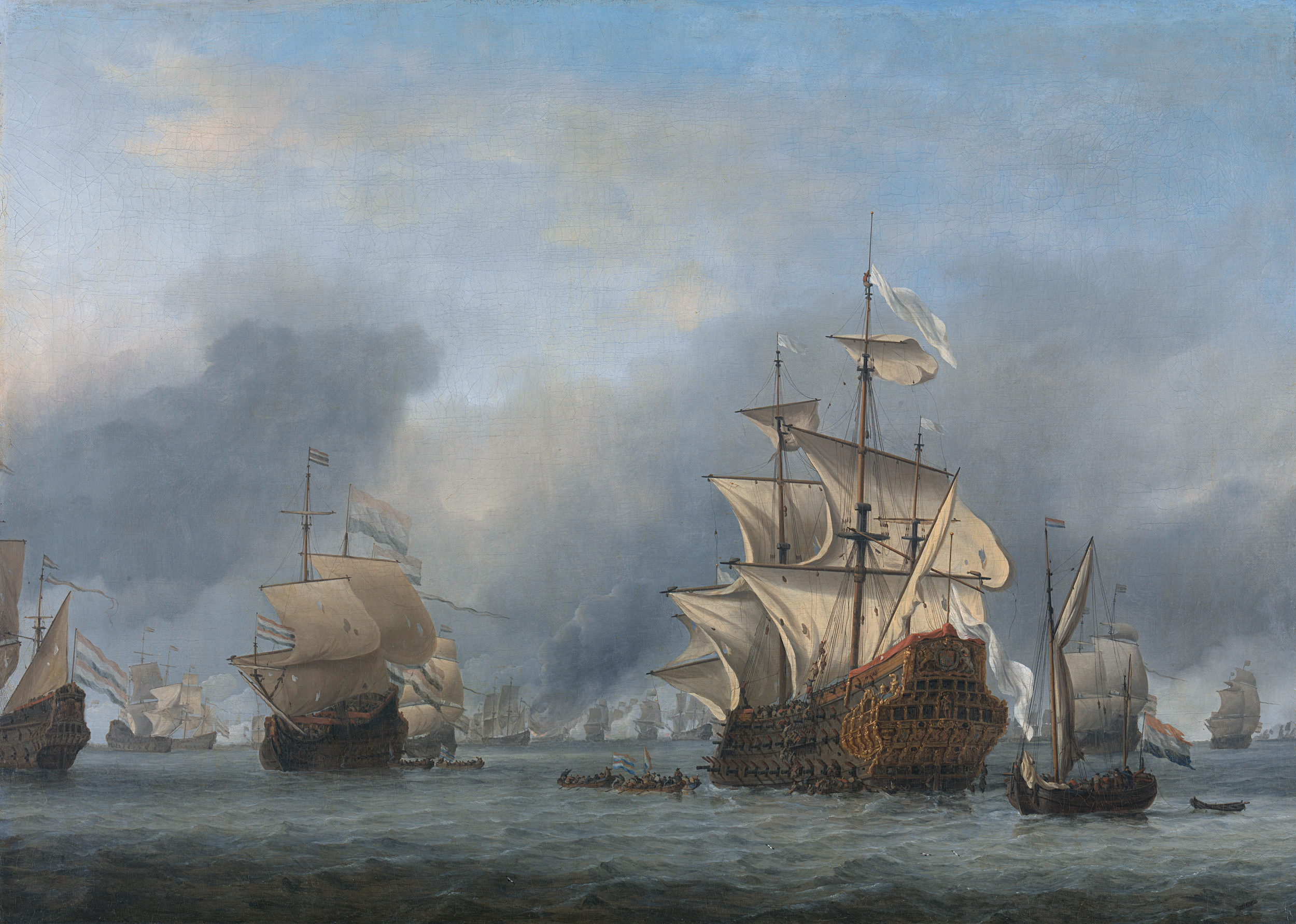
Vaixells durant la batalla dels quatre dies, 1666.